# Rhanidophora flavigutta
Rhanidophora flavigutta är en fjärilsart som beskrevs av George Francis Hampson 1926. Rhanidophora flavigutta ingår i släktet Rhanidophora och familjen nattflyn. Inga underarter finns listade.